# Едмунд Майовський
Едмунд Майовський (пол. Edmund Majowski, нар. 12 листопада 1910, Хожув — пом. 26 жовтня 1982, Відень, Австрія) — польський футболіст, нападник. Згодом — футбольний тренер.

## Із біографії
Народився 12 листопада 1910 у Хожуві (тогочасна назва: Кенігсгютте). Футбольну кар'єру розпочав у місцевій команді АЗС. З 1931 по 1939 виступав за львівську «Погонь». Тричі здобував срібні нагороди національного чемпіонату (1932, 1933, 1935). Всього у лізі за львівський клуб провів 142 матчі (53 голи).
За національну збірну дебютував 10 вересня 1933. У Варшаві польські футболісти перемогли збірну Югославії з загальним рахунком 4:3. На 76-й хвилині Едмунд Майовський забив свій єдиний гол за збірну Польщі. Всього провів чотири матчі: три товариських і один відбірковий до чемпіонату світу 1934 (поразка від збірної Чехословаччини 1:2).
Під час війни грав за ДТСГ (Краків). У 1944 переїхав до Австрії, виступав у складі віденського «Ваккера».
В 1957-1958 очолював збірну Норвегії. Під його керівництвом команда провела п'ять матчів. У підсумку: три перемоги і одна поразка.Був головним тренером збірної Кувейту. 
Помер 26 жовтня 1982 року на 72-му році життя у Відні.

## Статистика
Гравець збірної Польщі 
| № | Дата            | Місто   | Команда | Рахунок | Суперник       | Голи                                                     |
| - | --------------- | ------- | ------- | ------- | -------------- | -------------------------------------------------------- |
| 1 | 10 вересня 1933 | Варшава | Польща  | 4 : 3   | Югославія      | Наврот (2), Майовський, Круль — Вуядинович (2), Тирнанич |
| 2 | 15 жовтня 1933  | Варшава | Польща  | 1 : 2   | Чехословаччина | Мартина — Сильний, Пельцнер                              |
| 3 | 26 серпня 1934  | Белград | Польща  | 1 : 4   | Югославія      | Секулич (3), Мар'янович — Вілімовський                   |
| 4 | 14 жовтня 1934  | Львів   | Польща  | 3 : 3   | Румунія        | Мартина (2), Урбан — Добаї (2), Чолак                    |

Тренер збірної Норвегії:
| № | Дата            | Місто      | Команда  | Рахунок | Суперник   |
| - | --------------- | ---------- | -------- | ------- | ---------- |
| 1 | 28 травня 1958  | Осло       | Норвегія | 0 : 0   | Нідерланди |
| 2 | 15 червня 1958  | Осло       | Норвегія | 2 : 0   | Фінляндія  |
| 3 | 29 червня 1958  | Копенгаген | Норвегія | 2 : 1   | Данія      |
| 4 | 13 серпня 1958  | Осло       | Норвегія | 6 : 5   | НДР        |
| 5 | 14 вересня 1958 | Осло       | Норвегія | 0 : 2   | Швеція     |